# Nothing to Lose (album của Michael Learns to Rock)
Nothing to Lose là album thứ năm của ban nhạc Đan Mạch theo thể loại soft rock Michael Learns to Rock. Nó được phát hành vào năm 1997.

## Danh sách track
1. "I'm Gonna Be Around"
2. "Something You Should Know"
3. "Animals"
4. "Nothing to Lose"
5. "Magic"
6. "Everything I Planned"
7. "Paint My Love"
8. "What are words"
9. "Romantic Balcony"
10. "Party"
11. "Breaking My Heart"
12. "A Different Song"
13. "Forever and a Day"